# Igeltjärnsloken
Igeltjärnsloken är en sjö i Malung-Sälens kommun i Dalarna och ingår i Dalälvens huvudavrinningsområde.